# Mappo-Morettina-Tunnel

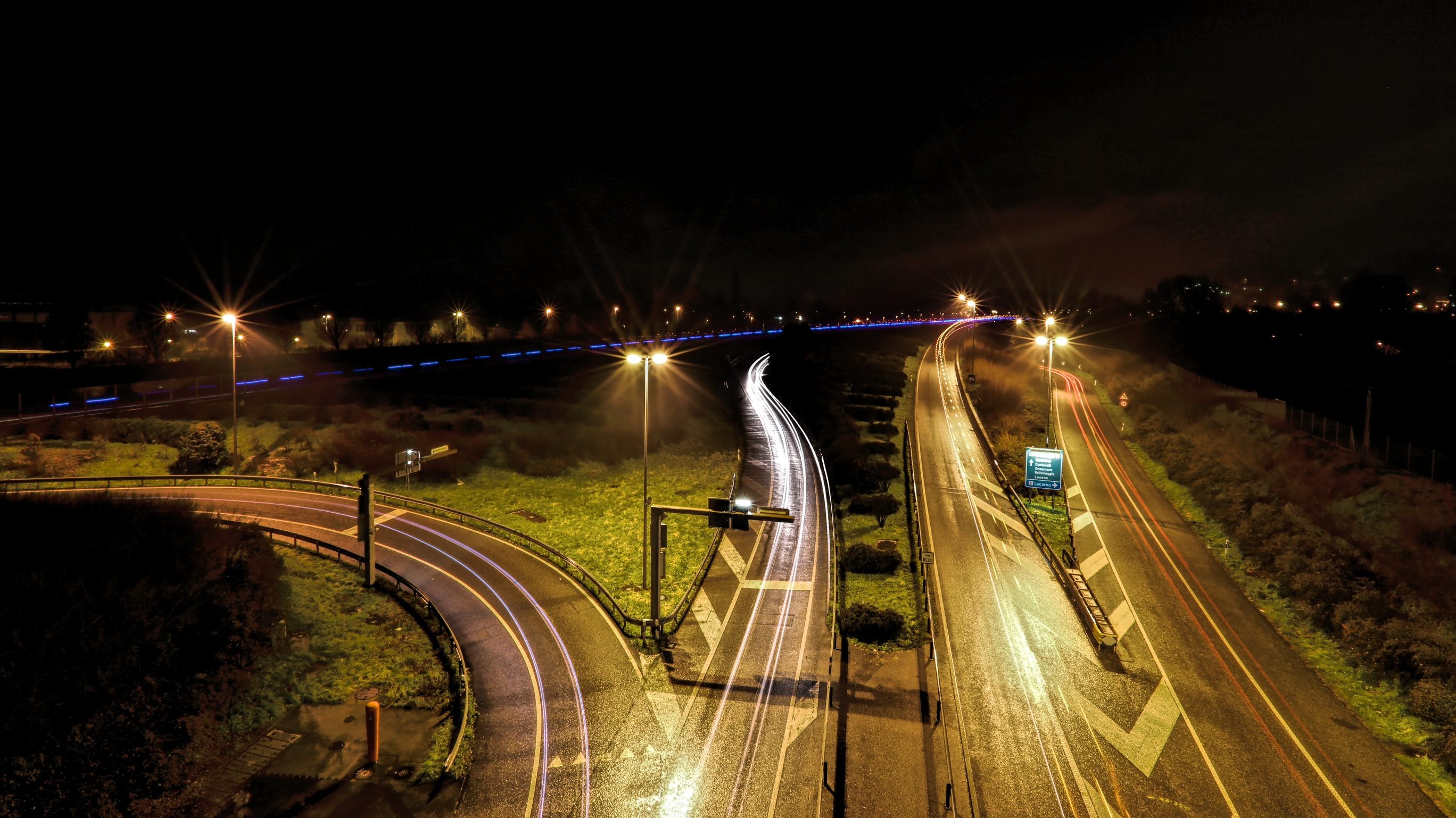
Zufahrt zum Westportal, Nachtbild (2014)

Die Galleria Mappo-Morettina (dt. Mappo-Morettina-Tunnel) ist ein 5518 m langer Strassentunnel auf der A13 im Schweizer Kanton Tessin.
Sein Name stammt von den beiden Ortsnamen an den jeweiligen Tunnelausfahrten: Mappo am östlichen Tunnelportal in der Gemeinde Tenero-Contra und Morettina am westlichen Portal in der Gemeinde Locarno. Die beiden Orte sind allerdings selbst für Bewohner der Region relativ unbekannt; der Tunnelname „Galleria Mappo-Morettina“ war lange Zeit an keinem der beiden Tunneleingänge angeschrieben. Mittlerweile hat man das nachgeholt. Da der Tunnel die Stadt Locarno komplett unterquert, hat sich in der Bevölkerung von Anfang an die Bezeichnung „Locarno-Tunnel“ eingebürgert.
Der am 13. Juni 1996 eröffnete einröhrige Tunnel umfährt die Gemeinden Minusio, Brione sopra Minusio, Orselina, Muralto und Locarno. Die Energie des Tunnelwassers wird im Sport- und Erholungszentrum Mappo verwendet.